# Sara Docquier
Sara Docquier (30 januari 1989) is een Belgisch voormalig volleybalster.

## Levensloop
Docquier was actief bij Club Volley Bouillon alvorens ze in 2008 aansloot bij Barbãr Ixelles en vervolgens VC Oudegem. Met deze club won ze in 2012-'13 de Beker van België. Docquier sloot in 2016 haar spelerscarrière af bij Govok Gooik.